# NGC 6149
NGC 6149 é uma galáxia lenticular (S0) localizada na direcção da constelação de Hercules. Possui uma declinação de +19° 35' 51" e uma ascensão recta de 16 horas, 27 minutos e 24,3 segundos.
A galáxia NGC 6149 foi descoberta em 3 de Abril de 1887 por Lewis A. Swift.